# Berkatal
Berkatal è un comune tedesco di 1 508 abitanti situato nel land dell'Assia.